# Melanocharitidae
Los melanocarítidos (Melanocharitidae) son una familia de aves paseriformes restringidas a los bosques de Nueva Guinea e islas adyacentes. Incluye los picabayas y los picudos. Anteriormente los miembros de esta familia fueron ubicados divididos en las familias Dicaeidae y Meliphagidae. 
Los melanocarítidos son de tamaño medio y se alimentan de frutos, insectos y otros invertebrados. Tienen plumajes de colores poco llamativos en grises, castaños o negro y blanco. Los picabayas parecen mieleros robustos de pico corto, y los picudos son como nectarinas o pájaros sol poco llamativos.
Los melanocarítidos suelen verse solos o en parejas, construyen nidos en forma de cuenco donde ponen uno o dos huevos.

## Taxonomía
La familia contiene diez especies divididas en cuatro géneros:
- Género Melanocharis Sclater, 1858
  - Melanocharis arfakiana (Finsch, 1900), picabayas oscuro;
  - Melanocharis nigra (Lesson, 1830), picabayas negro;
  - Melanocharis longicauda Salvadori, 1876, picabayas colilargo;
  - Melanocharis versteri (Finsch, 1876), picabayas abanico;
  - Melanocharis striativentris Salvadori, 1894, picabayas estriado;
- Género Rhamphocharis Salvadori, 1876
  - Rhamphocharis crassirostris Salvadori, 1876, picabayas moteado;
- Género Oedistoma Salvadori, 1876
  - Oedistoma iliolophus (Salvadori, 1876), picudo pechigrís;
  - Oedistoma pygmaeum Salvadori, 1876, picudo pigmeo;
- Género Toxorhamphus Stresemann, 1914
  - Toxorhamphus novaeguineae (Lesson, 1827), picudo ventrigualdo;
  - Toxorhamphus poliopterus (Sharpe, 1882), picudo cabecigrís.